# Idegen tulajdonnévi eredetű, magyar írásmód szerinti írású, köznevesült jövevényszavak listája
Ez a lista olyan jövevényszavakat tartalmaz, amelyek idegen tulajdonnevekből erednek, és a magyar írásmód szerinti írással köznevesültek magyarul.
A latin írású nyelvekből jövő tulajdonnevek sokszor eredeti formájukban maradnak meg magyarul, legyen szó személynevekről, földrajzi nevekről vagy olykor márkanevekről (például William Shakespeare, Johann Wolfgang von Goethe; Marseille, Sevilla; Peugeot). Ezekhez köznévi utótag is járulhat, például Celsius-fok, Nobel-díj, Parkinson-kór. Más tulajdonneveknél azonban a magyar írásmód használatos (például Koppenhága, Párizs, Kolumbia).
Mindkét formánál előfordul, hogy köznevesülnek (l. AkH.12 201.): ilyenkor megmaradhat az eredeti alak, például newton, becquerel, kelvin mint mértékegység, néha lerövidülve: farad Faraday nevéből, vagy képzővel, ill. utótaggal ellátva: lutheránus, pullmankocsi, wertheimkassza. Máskor azonban magyaros írásmódra térünk át: ezeket sorolja fel a táblázat.
Természetesen nemcsak tulajdonnevekből keletkezhetnek köznevek, hanem eleve köznévként is elterjedhetnek, és beléphetnek a magyar nyelvbe. Némelyek megőrzik idegenes írásmódjukat (például camembert – az azonos írásképű francia helység nevéből), mások nem (például rokfort – szintén francia helységnévből - Roquefort-sur-Soulzon).
A jövevényszóvá válás biztos ismertetőjele, ha a szokványos átírási formától eltérően, kiejtés szerint írjuk a szavakat. Ebben a táblázatban csak olyan szavak szerepelnek, ahol a köznevesült alak láthatóan eltér az eredeti írásmódtól.

## Vegyes példák

### Személynevekből
- algoritmus (Al-Hvárizmi nevéből)
- atilla (ruhadarab, Attila nevéből)
- amper (André-Marie Ampère nevéből)
- barkochba (Bar Kohba nevéből) – megjegyzés: a ch magyar írásmódú szavakban is előfordul
- bojkott (Charles Cunningham Boycott nevéből)
- dagerrotípia (Louis Daguerre nevéből)
- dízel (Rudolf Diesel nevéből)
- fiáker (az Hôtel Saint-Fiacre nevéből, amely Szent Fiacriusról kapta a nevét)
- fukszia (Leonard Fuchs nevéből)
- jéger (G. Jäger német természettudós nevéből)
- lincselés (Charles Lynch nevéből)
- makadámút (John Loudon McAdam nevéből)
- manzárd  (François Mansart francia építész nevéből)
- mazochizmus (Leopold von Sacher-Masoch nevéből)
- morze (Samuel Morse nevéből)
- pasztőrözés (Louis Pasteur nevéből)
- priznic (Vincenz Prießnitz nevéből)
- raglán (J. H. S. Raglan angol tábornok nevéből)
- rekamié (Madame Récamier, Récamier bankár felesége nevéből)
- sovinizmus (Nicolas Chauvin nevéből)
- stílfűrész (Andreas Stihl nevéből)
- szadizmus (De Sade márki nevéből)
- szendvics (Johnn Montagu, Sandwich negyedik earlje nevéből)
- vincseszter (Oliver F. Winchester nevéből, akiről eredetileg puskát neveztek el, arról pedig a merevlemezt)
- volt (Alessandro Volta nevéből)
- zserbó (Gerbeaud Emil budapesti francia cukrász nevéből)
- zsorzsett (a Georgette női névből)

### Földrajzi nevekből
- angóra (a török főváros, Ankara régies nevéből (Angora))
- bordó (Bordeaux nevéből)
- boszton (zene, Boston város nevéből)
- dzsörzé (Jersey sziget nevéből)
- konyak (a franciaországi Cognac városáról)
- muszka (Moszkva nevéből)
- parizer vagy párizsi (Párizs nevéből)
- pergamen (Pergamon ókori város nevéből)
- portorikó (szivar- és rumfajta, Puerto Rico nevéből)
- rokfort (Roquefort-sur-Soulzon nevéből)
- spániel (Hispánia nevéből)
- szilvin (ásvány, Sylvius holland város nevéből)
- toledó (kézimunka-díszítés, nemesacél, Toledo spanyol város nevéből)
- tüll (Tulle város nevéből)

azonos alakúak az eredetivel:
- bikini (a Bikini-atoll nevéből)
- hamburger (Hamburg nevéből)
- kölni (Köln nevéből; magyar képzővel ellátva)

eleve magyar írásmód szerinti alakból:
- nápolyi (Nápoly nevéből; magyar képzővel ellátva)

### Fajtanévvé vált védjegyek, márkanevek, cégnevek
Számos esetben előfordul, hogy egyes szavak  eredetileg egy adott termék márkanevei vagy egy adott cég/vállalat nevei voltak, de köznéviesültek és már termékek és tárgyak egész csoportját jelölik általánosságban.

## Kémiai elemek
A vegyi elemeknél minden esetben a magyaros írásmódot használjuk (l. alább), kivéve azokat a neveket, amelyeknél az átlagos magyar olvasó számára is teljesen egyértelmű a kiejtés (például einsteinium, darmstadtium, meitnérium). Mint a latin írású nyelvekből átvett szavaknál általában, az x és a ch megmarad (például oxigén, xenon, technécium), de a w nem (volfrám).

### Személynevekből
- bohrium (Niels Bohr nevéből)
- fleróvium (Georgij Nyikolajevics Fljorov nevéből)
- gadolínium (Johan Gadolin nevéből)
- kűrium (Marie és Pierre Curie nevéből)
- laurencium (Ernest Lawrence nevéből)
- mendelévium (Dmitrij Mengyelejev nevének angol írású változatából)
- nobélium (Alfred Nobel nevéből)
- raderfordium (Ernest Rutherford nevéből)
- sziborgium (Glenn T. Seaborg nevéből)

### Helynevekből
- amerícium (Amerika nevéből)
- berkélium (Berkeley kaliforniai település nevéből)
- erbium, terbium, itterbium, ittrium (mind a négy Ytterby svédországi város nevéből)
- livermórium (a Lawrence Livermore Nemzeti Laboratórium nevéből)
- lutécium (Párizs régies nevéből (Lutetia))
- stroncium  (Strontian skóciai helység nevéből)

## Átmeneti esetek
Átmeneti eseteknek tekinthetők azok a szavak, amelyek ugyan megőrizték idegenes írásmódjukat, de eredeti kiejtésüktől eltérő módon ejtjük őket, például  bauxit (Les-Baux helység nevéből, itt kiejtve az [x]-et).

## Külső hivatkozások
- Márkák, amik főnevek lettek az Index.hu fórumának egyik topikja